# 洛皮塔勒圣布莱斯
洛皮塔勒圣布莱斯（法語：L'Hôpital-Saint-Blaise，法語發音：[lopital sɛ̃ blɛz]）是法国大西洋比利牛斯省的一个市镇，属于奥洛龙-圣玛丽区。

## 地理
洛皮塔勒圣布莱斯（43°15'5"N, 0°46'7"W）面积2.11 平方千米，位于法国新阿基坦大区大西洋比利牛斯省，该省份为法国东南部省份，涵盖了贝阿恩与北巴斯克，西临大西洋比斯開灣，北至朗德省，东北接热尔省，东临上比利牛斯省，南与西班牙接壤。
与洛皮塔勒圣布莱斯接壤的市镇（或旧市镇、城区）包括：巴尔屈斯、谢罗特、居尔斯、蒙卡约勒-拉罗里-芒迪比约、普雷沙克若斯拜。
洛皮塔勒圣布莱斯的时区为UTC+01:00、UTC+02:00（夏令时）。

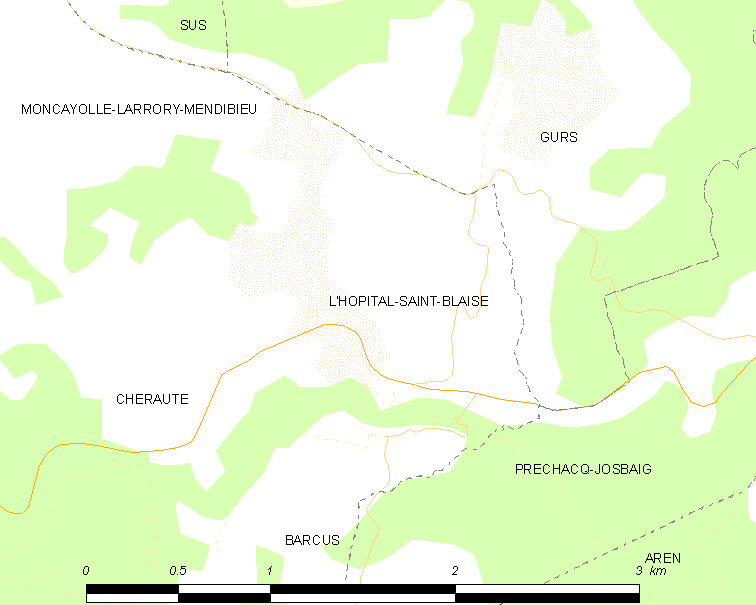
洛皮塔勒圣布莱斯的OSM定位图

## 行政
洛皮塔勒圣布莱斯的邮政编码为64130，INSEE市镇编码为64264。

## 政治
洛皮塔勒圣布莱斯所属的省级选区为巴斯克山地县。

## 人口

1962-2008年间洛皮塔勒圣布莱斯人口变化图示

洛皮塔勒圣布莱斯于2022年1月1日时的人口数量为56人。